# Tipula (Acutipula) guizhouensis
Tipula (Acutipula) guizhouensis is een tweevleugelige uit de familie langpootmuggen (Tipulidae). De soort komt voor in het Oriëntaals gebied.